# Pic petrolier

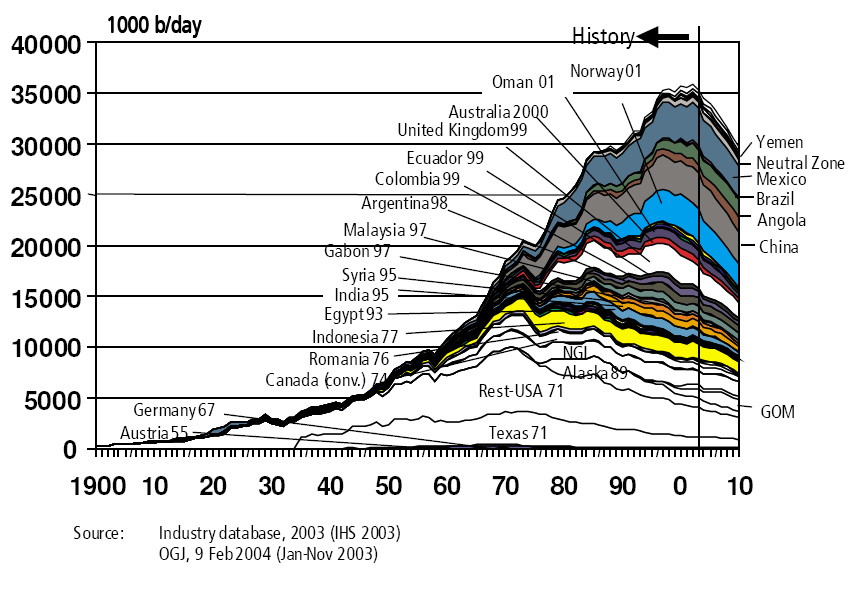
Previsió del Govern dels Estats Units de l'any 2004 de la producció de petroli fora dels països de l'OPEP i de l'antiga Unió Soviètica.

El pic petrolier és el moment en el qual s'assoleix l'índex màxim d'extracció de petroli, després del qual la producció inicia un decreixement terminal.
La teoria del pic petrolier o pic de Hubbert proclama l'inevitable declivi i el consegüent acabament de la producció de petroli en qualsevol àrea geogràfica en qüestió. D'acord amb la teoria, independentment si només tenim en compte un únic pou o el planeta sencer, la taxa de producció tendeix a seguir una corba logística semblant a una corba normal. A l'inici de la corba (prepic), la producció augmenta amb el creixement de la infraestructura productiva però en una fase posterior (postpic), la producció disminueix a causa de l'esgotament gradual del recurs.